# Квантовый газ
Ква́нтовый газ — газ  частиц или квазичастиц, подчиняющийся квантовой статистике.
Свойства квантового газа зависят от степени его вырождения, характеризующегося температурой вырождения. Температура вырождения {\displaystyle T_{0}} зависит от плотности газа: {\displaystyle T_{0}\sim {\frac {N^{2/3}}{mk}}}, {\displaystyle N} — концентрация частиц, {\displaystyle m} — масса частицы, {\displaystyle k} — постоянная Больцмана. При условии {\displaystyle T\gg T_{0}} газ является невырожденным и распределение частиц по энергиям описывается распределением Больцмана. В случае {\displaystyle T\ll T_{0}} газ попадает в область квантового вырождения и представляет собой, в зависимости от статистики частиц, вырожденный Ферми-газ (статистика Ферми — Дирака) или Бозе-газ (статистика Бозе — Эйнштейна).
Модель квантового газа широко применяется для решения задач физики твёрдого тела (электронный газ в металлах), астрофизики (свойства белых карликов и нейтронных звёзд), физики конденсированного состояния (сверхтекучесть).
Различают идеальный и реальный квантовый газ.

## Идеальный квантовый газ
Условием идеальности квантового газа является невзаимодействие между собой частиц, из которого он состоит. Благодаря отсутствию взаимодействия можно считать, что заполнение того или иного квантового состояния системы не влияет на заполнение других состояний. В общем случае, если между частицами есть, например, кулоновское взаимодействие, то, чтобы приближение идеального газа давало хорошие результаты, необходимо считать его слабым. Это приводит к условию разрежённости {\displaystyle Na^{3}\ll 1}, где {\displaystyle a} — длина рассеяния частиц или, что то же самое, {\displaystyle kT\ll {\frac {\hbar ^{2}}{ma^{2}}}}. При {\displaystyle T\gg T_{0}}, где {\displaystyle T_{0}} — температура вырождения, свойства квантового газа во многом не зависят от статистики составляющих его частиц и могут описываться статистикой Максвелла — Больцмана. При этом, так как нет возможности точно регулировать число частиц в системе, имеет смысл работать в терминах большого канонического ансамбля.
Тогда, в силу независимости состояний, статсумма идеального Бозе-Ферми газа задаётся формулой {\displaystyle \Sigma =\prod _{\alpha }\Sigma _{\alpha },} где {\displaystyle \Sigma _{\alpha }=(1\pm e^{-(\varepsilon _{\alpha }-\mu )/(kT)})^{\mp 1}} — статсумма одноуровневой системы, суммирование происходит по всем уровням системы, верхние знаки соответствуют случаю Ферми-, нижние — Бозе-газа, {\displaystyle \varepsilon _{\alpha }} — одночастичный гамильтониан, {\displaystyle \mu } — химический потенциал газа.
Соответствующий этой статсумме большой термодинамический потенциал идеального квантового газа:
| {\displaystyle \Omega =-kT\ln(\Sigma )=-AV\int {\frac {d\varepsilon \quad \varepsilon ^{3/2}}{e^{(\varepsilon -\mu )/(kT)}\pm 1}},\qquad A={\frac {2^{7/2}\pi m^{3/2}g}{3h^{3}}}}, |
где {\displaystyle V} — объём системы, {\displaystyle h} — постоянная Планка, {\displaystyle g=2s+1} — вырождение по спину.
Среднее число частиц на уровне: {\displaystyle <N_{\alpha }>={\frac {1}{e^{(\varepsilon _{\alpha }-\mu )/(kT)}\pm 1}}}.
Можно ещё больше унифицировать выражение для термодинамического потенциала, если заметить, что подынтегральная функция в случаях Ферми- и Бозе-газа отличается только знаком. Далее следует вынести из под интеграла все размерные параметры. Тогда термодинамический потенциал запишется в виде:
| {\displaystyle \Omega =-{\overline {A}}V(kT)^{5/2}{G}_{3/2}({\mu }/{(kT)}),\qquad {\overline {A}}=A\Gamma (5/2)}, |
где была введена функция
{\displaystyle {G}_{k}(x)={\begin{cases}{F_{k}(x)},Fermi-Dirac\\\zeta _{k+1}(e^{x}),Bose-Einstein\end{cases}}},
С обозначениями:
- Для Ферми-газа функция Ферми-Дирака: {\displaystyle F_{k}(\eta )={\frac {1}{\Gamma (k+1)}}\int _{0}^{\infty }{\frac {dx\quad x^{k}}{e^{x-\eta }+1}}}.
- Для Бозе-газа обобщенная {\displaystyle \zeta }-функция Римана: {\displaystyle \zeta _{k}(a)=\sum _{n=1}^{\infty }{\frac {a^{n}}{n^{k}}}={\frac {1}{\Gamma (k)}}\int _{0}^{\infty }{\frac {dx\quad x^{k-1}}{e^{x}/a-1}}}.

Тогда, используя простое соотношение {\displaystyle \partial _{\eta }G_{k}(\eta )=G_{k-1}(\eta )} и термодинамические соотношения Максвелла , можно получить различные термодинамические характеристики в общем виде:
| Концентрация | {\displaystyle n=-{\frac {1}{V}}{\Biggr (}{\frac {\partial \Omega }{\partial \mu }}{\Biggl )}_{T,V}} | {\displaystyle {\overline {A}}(kT)^{3/2}{G}_{1/2}({\mu }/{(kT)})} | Энтропия     | {\displaystyle S(T,V,\mu )=-{\Biggr (}{\frac {\partial \Omega }{\partial T}}{\Biggl )}_{V,\mu }} | {\displaystyle {\overline {A}}Vk^{5/2}{\Bigg \{}{\frac {5}{2}}T^{3/2}{G}_{3/2}({\mu }/{(kT)})-{\frac {\mu }{k}}T^{1/2}{G}_{1/2}({\mu }/{(kT)}){\Bigg \}}.}                                 |
| Давление     | {\displaystyle p=-{\Biggr (}{\frac {\partial \Omega }{\partial V}}{\Biggl )}_{T,\mu }}               | {\displaystyle {\overline {A}}(kT)^{5/2}{G}_{3/2}({\mu }/{(kT)})} | Теплоёмкость | {\displaystyle C_{V,N}=T{\Biggr (}{\frac {\partial S}{\partial T}}{\Biggl )}_{V,N}}              | {\displaystyle {\overline {A}}Vk^{5/2}T^{3/2}{\Bigg \{}{\frac {15}{4}}{G}_{3/2}({\mu }/{(kT)})-{\frac {9}{4}}{\frac {{G}_{1/2}^{2}({\mu }/{(kT)})}{{G}_{-1/2}({\mu }/{(kT)})}}{\Bigg \}}.} |

Эти формулы продолжают работать и при низких, и при высоких температурах.[прояснить]

## Вырожденный газ
Вырожденный газ — газ, на свойства которого существенно влияют квантовомеханические эффекты, возникающие вследствие тождественности его частиц. Влияние тождественности частиц становится существенным при уменьшении средних расстояний между ними до расстояний, соизмеримых с длиной волны де Бройля, ассоциированной с частицей, то есть выполняется условие:
{\displaystyle N^{-1/3}\sim r\sim \lambda }
где {\displaystyle N} — объемная концентрация частиц,
{\displaystyle \lambda =h/{\left(mv\right)}} — длина волны де Бройля частиц массы {\displaystyle m}, движущихся со скоростью {\displaystyle v}.
Условия вырождения выполняются при достаточно низкой температуре {\displaystyle T} (для идеального газа {\displaystyle v\sim {\sqrt {T}}}) и высокой концентрации частиц {\displaystyle N}.

## Вырождение Ферми- и Бозе-газов

Зависимость давления вырожденного ферми-газа от температуры, сохранению состояния вырождения соответствует горизонтальная ветвь.

Свойства Бозе- и Ферми-газа принципиально различны: сколь угодно большое количество бозонов может находиться в одном квантовом состоянии, в то время как на одном квантовом состоянии может находиться не более одного фермиона.
Тип вырождения зависит от статистики, которой подчиняются частицы. Если для Ферми-газа вследствие действия принципа Паули давление вырожденного газа выше давления идеального газа в тех же условиях, то для вырожденного Бозе-газа давление ниже давления идеального газа вследствие конденсации Бозе — Эйнштейна.
У ферми-газа при полном вырождении (при {\displaystyle T=0K}) заполнены все нижние энергетические уровни вплоть до некоторого максимального, называемого уровнем Ферми, а все последующие остаются пустыми. Повышение температуры лишь незначительно изменяет такое распределение электронов металла по уровням: малая доля электронов, находящихся на уровнях, близких к уровню Ферми, переходит на пустые уровни с большей энергией, освобождая таким образом уровни ниже фермиевского, с которых был совершен переход.
При вырождении газа бозонов из частиц с отличной от нуля массой (такими бозонами могут быть атомы и молекулы) некоторая доля частиц системы должна переходить в состояние с нулевым импульсом; это явление называется Бозе — Эйнштейновской конденсацией. Чем ближе температура к абсолютному нулю, тем больше частиц должно оказаться в этом состоянии. Однако, системы таких частиц при понижении температуры до очень низких значений переходят в твёрдое или жидкое (для гелия) состояния, к которым неприменимо приближение идеального газа.
Для газа из бозонов нулевой массы, к которым относятся фотоны, температура вырождения равна бесконечности; поэтому фотонный газ всегда вырожденный, и классическая статистика к нему не применима. Фотонный газ является единственным вырожденным идеальным бозе-газом стабильных частиц. Однако Бозе-Эйнштейновской конденсации в нём не происходит, так как не существует фотонов с нулевым импульсом (фотоны всегда движутся со скоростью света).
Важным примером Ферми-газа при достаточно низких температурах является электронный газ в металлах. Для этого газа температура вырождения оказывается порядка 10 000 К, следовательно, в металлах при комнатной температуре приближение вырожденного электронного газа работает хорошо. Стоит отметить, что в случае полупроводников данная модель переходит в модель Максвелла-Больцмана, благодаря расположению уровня Ферми внутри запрещенной зоны.
Явление вырождения Ферми-газов играет важную роль в эволюции звёзд: так, давление электронного вырожденного газа уравновешивает тяготение в белых карликах, а давление нейтронного вырожденного газа уравновешивает тяготение в нейтронных звёздах.
Ниже приведены основные формулы для обоих случаев вырождения.

### Вырожденный Ферми-газ
При {\displaystyle T=0} подынтегральное выражение в формуле для функции {\displaystyle {G}_{k}} теряет непрерывность. Скачок функции происходит при энергии, равной {\displaystyle \mu (T)|_{T=0}} — энергии Ферми. Когда температура близка, но отлична от нуля, подынтегральное выражение можно разложить в ряд (по параметру {\displaystyle kT}) и интеграл принимает вид:
{\displaystyle \int _{0}^{\infty }{\frac {d\varepsilon \phi (\varepsilon )}{e^{(\varepsilon -\mu )/(kT)}+1}}=\int _{0}^{\mu }d\varepsilon \phi (\varepsilon )+(kT)^{2}{\frac {\pi ^{2}}{6}}\phi '(\mu )+O((kT)^{4}).}
Подставляя это выражение в уравнения состояния и выражения для термодинамических характеристик, получаем ({\displaystyle \alpha ={\pi ^{2} \over 6}}):
| Концентрация | {\displaystyle n\approx A{\Bigg (}\mu ^{3/2}+{\frac {3}{4}}\alpha {\frac {(kT)^{2}}{\sqrt {\mu }}}{\Bigg )}}                     | Энтропия     | {\displaystyle S(T,V,\mu )\approx 3\alpha {\frac {AV}{T}}\varepsilon _{F}^{1/2}(kT)^{2}} |
| Давление     | {\displaystyle p\approx \varepsilon _{F}^{5/2}{\Bigg (}{\frac {2}{5}}+2\alpha {\frac {(kT)^{2}}{\varepsilon _{F}^{2}}}{\Bigg )}} | Теплоёмкость | {\displaystyle C_{V,N}\approx 3\alpha AV\varepsilon _{F}^{1/2}k^{2}T.}                   |

Решая первое уравнение методом итераций находим выражение для химического потенциала и энергии Ферми:
{\displaystyle \mu =\varepsilon _{F}{\Bigg [}1-{\frac {1}{2}}\alpha {\frac {(kT)^{2}}{\varepsilon _{F}^{2}}}+O{\Bigg (}{\frac {k^{4}T^{4}}{\varepsilon _{F}^{4}}}{\Bigg )}{\Bigg ]},\qquad \varepsilon _{F}={\Bigg (}{3n \over 2A}{\Bigg )}^{2/3}.}
Таким образом, при близкой к нулю температуре, идеальный Ферми-газ находится в основном состоянии, его частицы занимают все уровни энергии вплоть до {\displaystyle \varepsilon _{F}}, а все уровни выше {\displaystyle \varepsilon _{F}} свободны.
Необходимо отметить, что приближение идеального газа не описывает множество важных эффектов, таких как явление сверхпроводимости, сверхтекучести и т. д.

### Вырожденный Бозе-газ
При понижении температуры или увеличении плотности Бозе-газа параметр {\displaystyle a=e^{\mu /(kT)}\rightarrow 1}, следовательно химический потенциал {\displaystyle \mu \rightarrow 0} и обратится в нуль при конечных значениях {\displaystyle n_{0},T_{0}}, связанных соотношением {\displaystyle n_{0}(kT_{0})^{-3/2}/{\overline {A}}=\zeta _{3/2}(1)\approx 2.6}. При этом заселенность нулевого уровня формально равно бесконечности, поэтому точка {\displaystyle (n_{0},T_{0})} называется точкой Бозе-конденсации. Явление Бозе-конденсации невозможно описать в рамках приближения идеального Бозе-газа, поэтому ограничимся описанием поведения Бозе-газа в окрестности точки Бозе-конденсации.
Асимптотикой функции {\displaystyle \zeta _{3/2}(e^{\mu /(kT)})={\frac {1}{\Gamma (3/2)}}\int _{0}^{\infty }{\frac {dxx^{1/2}}{e^{x-\mu /(kT)}-1}}} при {\displaystyle \mu \to 0,T\to T_{0}} является
{\displaystyle \zeta _{3/2}(e^{\mu /(kT)})\approx {\frac {n_{0}}{{\overline {A}}(kT_{0})^{3/2}}}+{\frac {\pi }{\Gamma (3/2)}}{\sqrt {\frac {|\mu |}{kT}}}+O({\frac {\mu }{kT}}),}
откуда при {\displaystyle T=T_{0}} следует выражение для химического потенциала: {\displaystyle \mu \approx {\frac {\Gamma ^{2}(3/2)}{\pi ^{2}{\overline {A}}^{2}(kT_{0})^{2}}}{\Bigg (}\delta n-3n_{0}{\frac {\delta T}{2T_{0}}}{\Bigg )}^{2},} где {\displaystyle \delta n,\quad \delta T} — отклонения от точки Бозе-конденсации.
Для расчёта энтропии и теплоёмкости также понадобятся асимптотики функций {\displaystyle \zeta _{1/2}(e^{\mu /(kT)})} и {\displaystyle \zeta _{5/2}(e^{\mu /(kT)})}, которые могут быть получены аналогично предыдущей и имеют вид:
{\displaystyle \zeta _{5/2}(e^{\mu /(kT)})\approx {\mbox{const}}+O({\frac {\mu }{kT}}),\quad \zeta _{1/2}(e^{\mu /(kT)})\approx {\mbox{const}}{\sqrt {\frac {kT}{|\mu |}}}+O(1)}